# Paralelapia nipponica
Paralelapia nipponica är en svampdjursart som först beskrevs av Hara 1894.  Paralelapia nipponica ingår i släktet Paralelapia och familjen Lelapiidae. Inga underarter finns listade i Catalogue of Life.